# Walter Isaacson (Pädagoge)
Walter Isaacson (* 18. Juli 1910 in Dinslaken; † März 1999 in London) war ein deutscher Pädagoge, der seine erste Lehrerstelle am Jüdischen Landschulheim Herrlingen antrat und nach seiner Emigration nach England an der Bunce Court School unterrichtete. Walter Isaacson starb in London und wurde in Israel begraben.

## Herkunft
Walter Isaacson war der Sohn des Viehhändlers Louis Isaacson (* 4. November 1874) und dessen Frau Fanny (* 1. Oktober 1874, geborene Stern). Aus der Ehe gingen die drei Kinder Walter (* 1909), Emmi (* 4. Februar 1912) und Bernhard (* 29. September 1915) hervor. Allen gelang 1939 die Flucht nach England, Emmi und Bernhard Isaacson wanderten von dort 1950 nach Australien aus.

## Schule und Studium
Von 1919 bis 1928 besuchte Walter Isaacson das Städtische Realgymnasium in Dinslaken, wo er auch das Abitur ablegte. Er studierte danach in Freiburg, Köln und Bonn Deutsch, Geschichte und Philosophie. Mit der Note „sehr gut“ wurde er in Bonn 1933 promoviert. Seine Dissertation ist im Katalog der Deutschen Nationalbibliothek erfasst, doch wird er dort als Autor mit dem amerikanischen Journalisten und Biographen gleichen Namens verwechselt. Nach Jenny Heymanns Erinnerungen hat er auch das Staatsexamen mit Auszeichnung bestanden und sei einer der letzten jüdischen Studenten gewesen, die noch zum Referendariat zugelassen worden seien.

## Herrlingen
Im Frühjahr 1934 kam Walter Isaacson als Lehrer ans Jüdische Landschulheim Herrlingen, wo sich zwischen 1935 und 1936 auch sein Bruder Bernhard aufgehalten haben soll. Auch wenn Walter Isaacson, der hier nur „Saxo“ genannt wurde, kaum über praktische Lehrerfahrung verfügte, avancierte er schnell zu einem sehr beliebten Lehrer und Kollegen.

„„Er War mit jüdischer Kultur und Tradition vertraut. Ich glaube, er liebte sein Judentum. Da er als liberaler Jude lebte und dachte, war er auch in der Lage, die nötige Brücke zu den Vielen unter uns zu schlagen, die sich in der Assimilation dem Judentum entfremdet hatten. Als starke Persönlichkeit mit ausgesprochener Eigenprägung war das Leben in der Gemeinschaft nicht immer leicht für ihn, doch mit seinen Schülern verstand er es meisterhaft. Sie liebten ihn und seinen Unterricht. Er wußte sie zu fesseln und zum Denken anzuregen. Vor allem waren es die Geschichtsstunden, in denen er es meisterhaft verstand, die jüdische Geschichte in die Weltgeschichte einzubauen. Auch wir Erwachsenen wurden ein wenig weiser durch Saxo.““

Vor so viel Begeisterung für seine Person wundert es nicht, wenn es in einem Bericht über das Schuljahr 1935–36 heißt: „Im Geschichtsunterricht machte sich der Weggang von Dr. Isaacson noch stärker bemerkbar als im Deutschunterricht, da er die jüdische Geschichte fast ausschließlich, die allgemeine Geschichte in zwei Kursen gegeben hatte.“
Lucie  Schachne, die die Geschichte des Jüdischen Landschulheims Herrlingen sehr akribisch erforscht hat, erwähnt Walter Isaacson in ihren Kurzbiografien nicht und auch nicht in ihren eigenen biografischen Angaben am Ende ihres Buches. Dabei standen die beiden sich einmal sehr nahe. Sie hatten sich, Schachne damals noch Schülerin, in Herrlingen kennengelernt, bevor Schachne ihre Ausbildung in Berlin fortsetzte. 1939, noch vor der Ausreise aus Deutschland, heirateten die beiden.

## Bunce Court School
Die Familie Isaacson überlebte das Novemberpogrome 1938 körperlich unversehrt, doch ihr Besitz wurde ein Raub der Flammen beziehungsweise des staatlich organisierten Raubs des jüdischen Eigentums. Walter Isaacson befand sich zu dem Zeitpunkt in Bonn, und er begann danach die Flucht seiner Familie vorzubereiten. Sie erfolgte im Januar 1939, und mit dabei war auch Lucie Schachne.
Walter Isaacson und Lucie Schachne fanden eine Anstellung an der von Anna Essinger geleiteten Bunce Court School. Lucie Schachne wurde Hausmutter und unterrichtete die Jüngsten in biblischer Geschichte, Isaacson erteilte Geschichtsunterricht, für den er durchweg gelobt wurde, zum Beispiel von Leslie Baruch Brent: Ein weiterer herausragender Lehrer war Walter Isaacso[h]n (‚Saxo‘), der uns die Heilige Schrift lehrte. Unser Lehrplan war ausschließlich auf Teile des Alten Testaments beschränkt, aber er hatte die Fähigkeit, über biblische Zeiten zu spreche, als wenn es brandaktuelle Neuigkeiten wären, sodass ich ihm gebannt lauschte.
Die Bunce-Court-Karriere des „phänomenalen Lehrers“ Walter Isaacson fand ein jähes Ende, als sich Isaacsohn von seiner Frau Lucie trennte und die Schule 1942 verließ.

## Weitere Stationen
Nach der Bunce Court School unterrichtete Walter Isaacson von 1942 bis 1963 an der Londoner Kilburn Grammar School Geschichte und Latein. 1949 heiratete er in zweiter Ehe Inge Reich, die Enkelin von Markus Reich, dem Gründer der Israelitischen Taubstummenanstalt. Dieser Ehe entstammt die in Israel lebende Tochter Aliza.
Walter Isaacson hat eine eigene Übersetzung von Franz Rosenzweigs Stern der Erlösung ins Englische verfasst, die jedoch nie publiziert wurde. An seinem Lebensabend hat er angefangen zu zeichnen, vielfach Motive, die sich auf seine Herkunft in Dinslaken bezogen. Er lebte in einem jüdischen Altersheim in London, wo er im März 1999 verstarb. Begraben wurde er in Israel.
Im Gladstone Park Flower Garden in London erinnert eine Gedenktafel an Walter Isaacson. Deren Inschrift lautet:
These Rose Beds were planted
 in memory of the late
 Doctor Walter Isaacson
senior historymaster at
Kilburn Grammar School
and his wife Inge
The work was made possible
by donations from
their daughter Aliza
and grateful former pupils

## Werke
- Geschichte des niederrheinisch-westfälischen Kreises von 1648–1667, Philosophische Dissertation, Bonn, 1933.